# Sunburn
Sunburn – singel angielskiego zespołu rockowego Muse z ich debiutanckiego albumu, Showbiz. Jest to czwarty singel wydany przez grupę z tego krążka, a jego poprzednikami były „Uno”, „Cave” oraz „Muscle Museum”. Utwór został wypuszczony na rynek 21 lutego 2000 roku jako zestaw składający się z dwóch płyt CD (okładki w kolorze czerwonym i żółtym) i 7-calowego winyla. W tym samym roku wydano także kilka zremiksowanych wersji „Sunburn” – „Timo Maas Sunstroke Remix”, „Breakz Again Remix” i „Steven McCreery Remix”.
Jest to pierwsza piosenka Muse, która trafiła na listę TOP 40 prowadzoną przez stację BBC. Można ją zobaczyć na dwóch wydanych przez zespół koncertowych DVD – Hullabaloo oraz Absolution Tour, jak również usłyszeć w reklamie serii komputerów iMac firmy Apple.
Według wokalisty Coldplay Chrisa Martina, piosenka ta zainspirowała go do napisania hitowego singla „Clocks” z 2002 roku.
W teledysku do „Sunburn” występuje aktorka Brooke Kinsella, znana z udziału w popularnym brytyjskim serialu, EastEnders.

## Lista utworów

### CD 1
1. „Sunburn” – 3:54
2. „Ashamed” – 3:47
3. „Sunburn (Live*)” – 3:49

### CD 2
1. „Sunburn” – 3:54
2. „Yes Please” – 3:06
3. „Uno” (Live**)” – 3:49

### Winyl 7"
1. „Sunburn” – 3:54
2. „Sunburn (Live Acoustic***)” – 4:15

### Muse Remix Winyl 12"
1. „Sunburn (Timo Maas Sunstroke Remix)” – 6:44
2. „Sunburn (Timo Maas Breakz Again Remix)” – 5:27
3. „Sunburn (Steven McCreery Remix)” – 7:49

*Na żywo z Libro Halle w Wiedniu (20/12/99)

**Na żywo z Sound Republic w Londynie dla XFM (04/10/99)

*** Na żywo z US Radio KCRW dla „Morning Becomes Eclectic” (08/03/99)